# قنبلة بي إل يو-109
بي إل يو-109 (بالإنجليزية: BLU-109 bomb)‏، قنبلة فراغية لاختراق التحصينات تستخدمها القوات الجوية الأمريكية. وكما هو الحال مع غيرها من مخترقات التحصينات، وتقوم باختراق الملاجئ الخرسانية والهياكل الصلبة قبل انفجارها. بالإضافة إلى الولايات المتحدة، بل هو جزء من التسليح للقوات الجوية من استراليا، بلجيكا، كندا، الدنمارك، فرنسا، ألمانيا، اليونان، إيطاليا، إسرائيل، سلاح الجو الهولندي، النرويج، المملكة العربية السعودية، المملكة المتحدة والإمارات العربية المتحدة.

## متغيرات
تعد القنبلة المسماة، بي إل يو-188 أولى القنابل الفراغية التي كشف عنها جهاراً في الترسانة الأمريكية لأسلحة التدمير، وذلك في 21 كانون الأول- ديسمبر عام 2001، عندما استخدمت في الحرب التي شنتها على أفغانستان. وهذه القنبلة هي غير بنت عمها بي إل يو -18(500 LB) الحارقة التي استخدمتها أمريكا في حربها ضد فيتنام، على الرغم من تشابه الأسماء.
يلحق الرأس الحربي في القنبلة بي إل يو - 118/ بي الفراغية عادة بمنظومة توجيه بالليزر نوع جي بي يو-24 (GBU-24 Paveway III) لتصبح قنبلة جو أرض ذكية دقيقة الإصابة أو إلى صاروخ ناقل نوع إيه جي إم-130 عندما يتطلب توجيهها إلى مناطق بعيدة.
ويذكر أن القنبلة بي إل يو - 118/ بي طورت خلال 67 يوما لاستخدامها في أفغانستان ضمن عملية «الحرية الدائمة» Endurhng Freedom بعد أن أجريت عليها الاختبارات في أنفاق طبيعية في نيفادا.
ويشير فيكتورينو ماتوماس، رئيس التحرير المساعد لمجلة ذي ويكلي ستاندارد (بالإنجليزية: the Weekly Standard)‏ في عددها الصادر في 3 ديسمبر- كانون الأول 2002، إلى استخدام الولايات المتحدة القنبلة الفراغية بي إل يو - 118 فوق كهف يقع على بعد 90 ميلا جنوبي كابول في تشرين الأول من العام 2001 خلال عملية سميت أناكوندا ويشير إلى أن الرأس الحربي لهذه القنبلة يحتوي على سائل رذاذي مشتعل مثل أكسيد الإيثيلين ينطلق بكثافة بعد الانفجار الأول للرأس الحربي.
ويسمح تفجير القنبلة التي تحتوي على شحنة محددة من المتفجرات لا يزيد وزنها عن 280 كيلو غراما على ارتفاع معين، بإحداث غيمة تفجيرية ينتج عنها كرة نارية هائلة وتفريغ كبير في الضغط. وتبلغ درجة الحرارة الناتجة عن عملية التفجير نحو 3 الآف درجة مئوية، وهي بالتالي تفوق بمرتين الحرارة الناتجة عن القنابل التقليدية. وتنتقل موجة الصدمة بعد الانفجار الثاني بسرعة تبلغ نحو 10 آلاف قدم في الثانية. ويوضح ماتوس أن القوات الروسية استخدمت هذا النوع من الأسلحة ضد الشيشان ما بين عامي 1994 و1996 وفي داغستان في العام 1999.
وتلفت مجلة جينز الدفاعية (Jane's Defence Weekly) إلى أن قنبلة بي إل يو 118/ بي أنتجتها وكالة التقليل من الأخطار الدفاعية (Defense Threat Reduction Agency) وقد عرضت أول مرة خلال مناورة في صحراء نيفادا في 14 كانون الأول- ديسمبر من العام 2001، حيث أسقطتها طائرة من طراز إف-15 إيغل فوق مجموعة من الكهوف الصخرية.
ويذكر أنه في الثالث من آذار- مارس عام 2002 أسقطت قنبلة فراغية زنتها 2000 باوند مطورة من بي إل يو-118 / بي لأول مرة على مجموعة كهوف متصلة بأنفاق احتمى فيها مقاتلو القاعدة وطالبان في منطقة غارديز في أفغانستان أدت إلى تدمير الأنفاق بالكامل، هذا وتشيع البحرية والطيران الأمريكيان أنهما يعملان على تطوير هذه القنابل لتدمير عوامل الحرب الكتلوية، أو ما يسمى بأسلحة التدمير الشامل وهي لا تزال في مخازنها تحت الأرض، لتقليل الخسائر الناجمة عن استخدامها فوق الأرض. وفي هذا المسعى تطور هاتان الجهتان أعتدة حرارية أخرى مشابهة لفعل القنبلة الفراغية باستخدام مركب بين هالوجيني كوقود وكذلك دقائق الألمنيوم في الوقود الصلب.

## مواصفات القنبلة الفراغية بي إل يو-118/ بي
BLU-118/B
- الرأس الحربي: حراري ضغطي (Thermo-baric).
- التوجيه: لايزري بمنظومة QBU - 15 أو QBU - 24 أو صاروخي AQM - 140.
- الوزن الإجمالي: 1975 - 2000 باوند.
- الطول: 98.5 انش.
- القطر: 14.5 انش
- وزن العتاد المتفجر: 560 باونداً.
- الصاعق (الفيوز): FMU-143 مع منشط ومؤخر صعقة لتحقيق انفجارين: أولي، وثانوي.
- الطائرة القاذفة: F-15 E.

## وصلات خارجية
- BLU-109 / I-2000 / HAVE VOID description, at GlobalSecurity.org
- BLU-109-B development (abstract), at Jane's Air-Launched Weapons 2009
- BLU-109/B Hard-target Warhead fact sheet, at Hill AFB website, US air Force